# ギャンブル映画
ギャンブル映画（ギャンブルえいが）は、映画の一ジャンルで、パチンコ、パチスロ、公営競技、麻雀、花札など、ギャンブル（賭博）を題材としたもの。
このうち公営競技は実際の場所での撮影許可が下りにくくなり、最近では製作されていない。現在、製作されているのは、主に麻雀物とパチンコ&パチスロ物である。
麻雀物は、「真・雀鬼」というシリーズが長く続いている。これは主人公のモデルが実在の人物であり、かつ、その人物が作品の監修とゲスト出演をしているという点が大きく寄与していると思われる。
パチンコ&パチスロ物は、人気機種の登場に合わせて、その攻略法めいた部分を核にドラマを展開させることでセールスにつなげている。